# Lieke van Lexmond
Lieke van Lexmond, née le 6 février 1982 à IJsselstein, est une actrice, doubleuse, mannequin, animatrice de télévision et chanteuse néerlandaise.

## Filmographie

### Cinéma et séries télévisées
- 1993 : Prime Time : Kootje
- 1998-2001 : Goudkust (nl) : Eva Prins
- 1998 : Kees & Co (nl) : Chantal
- 2001 : Costa! (nl) : Brenda
- 2001 : Dok 12 : Daniëlle
- 2002 : Volle maan (nl) de Johan Nijenhuis : Esmé[1]
- 2003 : De D van Dag : Saskia
- 2003-2012 : Goede tijden, slechte tijden : Charlie Fischer
- 2004 : Garfield de Peter Hewitt
- 2009 : Monstres contre Aliens de Rob Letterman et Conrad Vernon[2]
- 2010 : De TV Kantine (nl) : Wednesday Addams
- 2011 : Shadow & moi de Steven de Jong : Ineke[3]
- 2011 : Cars 2 : Holley Shiftwell
- 2012 : Eighth Graders Don't Cry (nl) de Dennis Bots : Louise[4]
- 2014 : Toscaanse Bruiloft (nl) de Johan Nijenhuis : Lisa[5]
- 2015 : Michiel de Ruyter de Roel Reiné : Wendela de Witt[6]
- 2016 : Rokjesdag (nl) : Marijke

## Animation
- Depuis 2001 : TV Makelaar : animatrice[7]
- Depuis 2005 : Dancing With the Stars (NL) : animatrice[8]
- Depuis 2006 : Ranking the Stars : animatrice
- Depuis 2008 : Nederland Vertrekt : animatrice[9]
- Depuis 2009 : Ik Kom Bij Je Eten : animatrice[10]
- Depuis 2011 : The Ultimate Dance Battle : animatrice[11]
- Depuis 2012 : Mijn Vieze, Vette, Vervelende Verloofde : animatrice[12]
- Depuis 2013 : Everybody Dance Now : animatrice[13]
- Depuis 2013 : So You Think You Can Dance The Next Generation : animatrice[14]

## Discographie

### Singles
- Alles altijd (sorti le 28 avril 2008)
- Koningin van alle mensen (sorti le 16 avril 2013)